# Ungarische Wasserballnationalmannschaft der Männer
Die ungarische Wasserballnationalmannschaft der Männer ist die Nationalmannschaft der ungarischen Männer in der Sportart Wasserball (ungarisch: Vízilabda). Sie vertritt Ungarn bei internationalen Wettbewerben wie Olympischen Spielen, Weltmeisterschaften oder Europameisterschaften. Die organisatorische Verantwortung liegt beim Ungarischen Wasserballverband (Magyar Vízilabda Szövetség, MVLSZ) in Budapest.
Die ungarische Nationalmannschaft der Männer ist die erfolgreichste Wasserballmannschaft bei Olympischen Spielen und Europameisterschaften. Die Ungarn gewannen neun olympische Gold-, drei Silber und vier Bronzemedaillen. Bei Weltmeisterschaften erhielten sie vier Gold- und sieben Silbermedaillen sowie eine Bronzemedaille. Hinzu kamen bei Europameisterschaften 13 Gold- sowie sieben Silber- und sechs Bronzemedaillen.

## Geschichte
Die ungarische Mannschaft wurde von Trainer Béla Komjádi in den 1920er Jahren in die Weltspitze geführt. In dieser Epoche war die deutsche Mannschaft der Hauptkonkurrent. Bis zum Zweiten Weltkrieg gewannen die Ungarn zwei olympische Goldmedaillen und fünf Europameistertitel. Im Finale der Olympischen Spiele 1928 unterlagen die Ungarn der deutschen Mannschaft und erhielten ihre einzige Silbermedaille vor dem Krieg.
Nach dem Zweiten Weltkrieg konnten die Ungarn ihre Erfolgsserie bis 1983 fortsetzen. Von 1928 bis 1980 gewannen sie bei allen Olympischen Spielen eine Medaille und bei Europameisterschaften blieben sie von 1926 bis 1983 nur zweimal ohne Medaille, 1950 in Wien nahmen sie nicht teil. 1956 musste die ungarische Mannschaft kurz nach der Niederschlagung des Ungarischen Volksaufstands bei den Olympischen Spielen in Melbourne gegen die Mannschaft aus der Sowjetunion antreten, dieses Blutspiel von Melbourne ging als eine der härtesten Partien in die Geschichte des Wasserballs ein, die Ungarn siegten und wurden Olympiasieger. In den Jahren von 1947 bis 1983 gelang es den Ungarn mehrmals, ihren Kader so zu verjüngen, dass die Erfolgsserie anhielt.
Nach dem Olympiaboykott 1984 gelang dies zunächst nicht. In den 1980er und 1990er Jahren hatten die Ungarn ihre schlechtesten Ergebnisse bei großen Meisterschaften mit jeweils einem neunten Platz bei den Weltmeisterschaften 1986 und den Europameisterschaften 1989. Dies änderte sich Ende der 1990er Jahre unter dem Trainer Dénes Kemény. In den Jahren 2000 bis 2008 gewannen die Ungarn drei olympische Goldmedaillen hintereinander.

## Erfolge

### Olympische Spiele

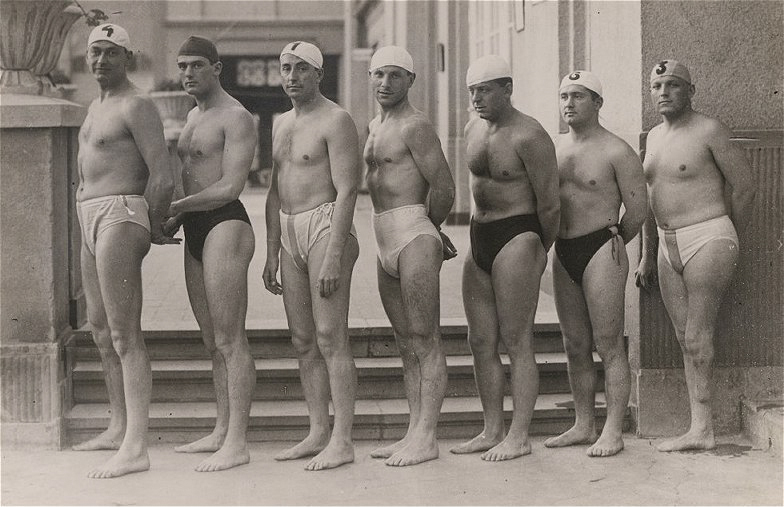
Die ungarische Mannschaft von 1932

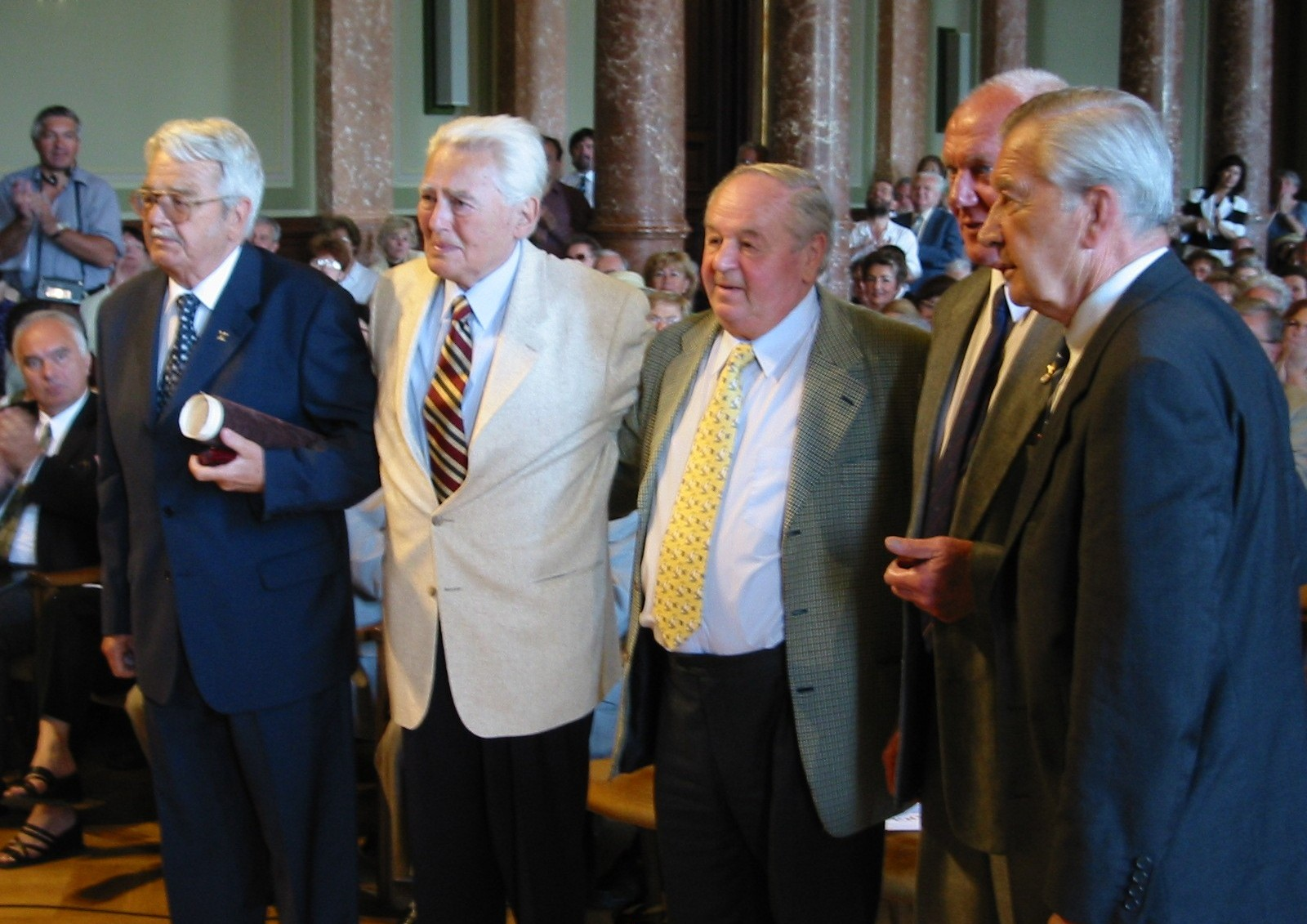
Fünf Olympiasieger von 1956 im Jahr 2004 (von links nach rechts): Jeney, Markovits, Kárpáti, Bolvári und Gyarmati.

Die ungarische Mannschaft trat bei 23 von 28 olympischen Wasserballturnieren an:
- 1912: 5. Platz
- 1924: 5. Platz
- 1928: Silbermedaille
- 1932: Olympiasieger
- 1936: Olympiasieger
- 1948: Silbermedaille
- 1952: Olympiasieger
- 1956: Olympiasieger
- 1960: Bronzemedaille
- 1964: Olympiasieger
- 1968: Bronzemedaille
- 1972: Silbermedaille
- 1976: Olympiasieger
- 1980: Bronzemedaille
- 1988: 5. Platz
- 1992: 6. Platz
- 1996: 4. Platz
- 2000: Olympiasieger
- 2004: Olympiasieger
- 2008: Olympiasieger
- 2012: 5. Platz
- 2016: 5. Platz
- 2020: Bronzemedaille
- 2024: 4. Platz

### Weltmeisterschaften
Die ungarische Nationalmannschaft konnte sich für die Teilnahme an allen Wasserballweltmeisterschaften qualifizieren:
- 1973: Weltmeister
- 1975: Silbermedaille
- 1978: Silbermedaille
- 1982: Silbermedaille
- 1986: 9. Platz
- 1991: Bronzemedaille
- 1994: 5. Platz
- 1998: Silbermedaille
- 2001: 5. Platz
- 2003: Weltmeister
- 2005: Silbermedaille
- 2007: Silbermedaille
- 2009: 5. Platz
- 2011: 4. Platz
- 2013: Weltmeister
- 2015: 6. Platz
- 2017: Silbermedaille
- 2019: 4. Platz
- 2022: 7. Platz
- 2023: Weltmeister
- 2024: 7. Platz
- 2025: Silbermedaille

### Europameisterschaften
- 1926: Europameister[3]
- 1927: Europameister
- 1931: Europameister
- 1934: Europameister
- 1938: Europameister
- 1947: 4. Platz
- 1950: keine Teilnahme
- 1954: Europameister
- 1958: Europameister
- 1962: Europameister
- 1966: 5. Platz
- 1970: Silbermedaille
- 1974: Europameister
- 1977: Europameister
- 1981: Bronzemedaille
- 1983: Silbermedaille
- 1985: 5. Platz
- 1987: 5. Platz
- 1989: 9. Platz
- 1991: 5. Platz
- 1993: Silbermedaille
- 1995: Silbermedaille
- 1997: Europameister
- 1999: Europameister
- 2001: Bronzemedaille
- 2003: Bronzemedaille
- 2006: Silbermedaille
- 2008: Bronzemedaille
- 2010: 4. Platz
- 2012: Bronzemedaille
- 2014: Silbermedaille
- 2016: Bronzemedaille
- 2018: 8. Platz
- 2020: Europameister
- 2022: Silbermedaille
- 2024: 4. Platz

## ISHOF
Bislang wurden 18 ungarische Wasserballspieler in die International Swimming Hall of Fame (ISHOF) aufgenommen:
- Tibor Benedek (1972–2020), Aufnahme 2016
- Péter Biros (* 1976), Aufnahme 2016
- András Bodnár (* 1942), Aufnahme 2017
- Tamás Faragó (* 1952), Aufnahme 1993
- Dezső Gyarmati (1927–2013), Aufnahme 1976
- Olivér Halassy (1909–1946), Aufnahme 1978
- Márton Homonnai (1906–1969), Aufnahme 1971
- György Kárpáti (1935–2020), Aufnahme 1982
- Tamás Kásás (* 1976), Aufnahme 2016
- Gergely Kiss (* 1977), Aufnahme 2016
- Dezső Lemhényi (1917–2003), Aufnahme 1998
- Kálmán Markovits (1931–2009), Aufnahme 1994
- Mihály Mayer (1933–2000), Aufnahme 1987
- Tamás Molnár (* 1975), Aufnahme 2016
- János Németh (1906–1988), Aufnahme 1969
- Zoltán Szécsi (* 1977), Aufnahme 2016
- István Szívós junior (1948–2019), Aufnahme 1996
- István Szívós senior (1920–1992), Aufnahme 1997

Ebenfalls in der International Swimming Hall of Fame sind die Trainer
- Dénes Kemény (* 1954), Aufnahme 2011, Nationaltrainer von 1997 bis 2008[4]
- Béla Komjádi (1892–1933), Aufnahme 1995, mehrfach Nationaltrainer in der Zeit von 1912 bis 1933[5]
- Béla Rajki (1909–2000), Aufnahme 1996, mehrfach Nationaltrainer unter anderem 1952 und 1956